# Hawarden (flygplats)
Hawarden (engelska: Hawarden Airport) är en flygplats i Storbritannien.   Den ligger i kommunen Flintshire och riksdelen Wales, i den södra delen av landet, 270 km nordväst om huvudstaden London. Hawarden ligger 13 meter över havet.
Terrängen runt Hawarden är huvudsakligen platt, men åt sydväst är den kuperad. Runt Hawarden är det tätbefolkat, med 257 invånare per kvadratkilometer. Närmaste större samhälle är Chester, 5,9 km öster om Hawarden. Trakten runt Hawarden består till största delen av jordbruksmark.